# Намежки
Намежки — деревня в Новосельском сельском поселении Сланцевского района Ленинградской области.

## История
Деревня Намежки упоминается на карте Санкт-Петербургской губернии Ф. Ф. Шуберта 1834 года.

НАМЕШКИ — деревня принадлежит её величеству, число жителей по ревизии: 30 м. п., 39 ж. п. (1838 год)

НАМЕЖКИ — деревня Гдовского её величества имения, по просёлочной дороге, число дворов — 6, число душ — 29 м. п. (1856 год)

НАМЕЖКИ — деревня удельная при колодце, число дворов — 9, число жителей: 49 м. п., 38 ж. п. (1862 год) 

В XIX — начале XX века деревня административно относилась к Старопольской волости 2-го земского участка 1-го стана Гдовского уезда Санкт-Петербургской губернии.
Согласно Памятной книжке Санкт-Петербургской губернии 1905 года деревня образовывала Намежецкое сельское общество.

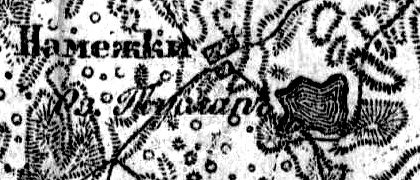
Деревня Намежки на карте 1919 года

По данным 1933 года деревня называлась Нимежки и входила в состав Лужецкого сельсовета Рудненского района.
По состоянию на 1 августа 1965 года деревня Намежки входила в состав Новосельского сельсовета Кингисеппского района.
По данным 1973 и 1990 годов деревня Намежки входила в состав Новосельского сельсовета Сланцевского района.
В 1997 году в деревне Намежки Новосельской волости не было постоянного населения, в 2002 году проживали 3 человека (все русские).
В 2007 году в деревне Намежки Новосельского СП проживал 1 человек, в 2010 году — 2 человека.

## География
Деревня расположена в северной части района на автодороге 41К-163 (Менюши — Заручье — Каменец).
Расстояние до административного центра поселения — 17 км.
Расстояние до ближайшей железнодорожной платформы Сланцы — 45 км.
К востоку от деревни находится озеро Туслопа.

## Демография
| 1862 | 2007 | 2010 | 2017 |
| ---- | ---- | ---- | ---- |
| 87   | ↘1   | ↗2   | →2   |